# 寒川町立一之宮小学校
寒川町立一之宮小学校（さむかわちょうりつ いちのみやしょうがっこう）は、神奈川県高座郡寒川町一之宮7丁目にある公立小学校。

## 沿革
- 1873年（明治6年）5月18日 - 博習学舎として創立。
- 1876年（明治9年）7月 - 一之宮学校と改称。
- 1888年（明治21年） - 尋常一之宮学校と改称。
- 1889年（明治22年）12月 - 尋常高等一之宮学校と改称。
- 1892年（明治25年） - 尋常一之宮小学校と改称。
- 1916年（大正5年）4月1日 - 寒川村内小学校が統一され、尋常高等寒川小学校の一之宮分校となる。
- 1941年（昭和16年）4月1日 - 国民学校令により、寒川国民学校一之宮分校と改称。
- 1947年（昭和22年）4月1日 - 学校教育法（旧法）により、寒川町立寒川小学校一之宮分校と改称。
- 1951年（昭和26年）4月1日 - 現在地に校舎移転。
- 1961年（昭和36年）
  - 4月1日 - 寒川小学校一之宮分校から独立し、寒川町立一之宮小学校と改称。
  - 11月15日 - 北側2階校舎落成。
- 1963年（昭和38年）
  - 1月30日 - 校旗と校歌が制定。
  - 12月23日 - 南側2階校舎落成。
- 1966年（昭和41年）11月30日 - 鉄筋校舎落成。
- 1967年（昭和42年）7月22日 - プール落成。
- 1970年（昭和45年）1月16日 - 体育館落成。
- 1990年（平成2年）3月15日 - 新体育館落成。
- 1994年（平成6年）4月1日 - 南小学校開校により、学区の一部を分離。
- 2000年（平成12年）5月18日 - 開校40周年記念を迎える。
- 2002年（平成14年）5月 - プール循環装置補修工事。
- 2003年（平成15年）
  - 8月 - 北棟照明取り替え工事と北棟トイレ全面改修工事実施。
  - 9月 - 北棟高架水槽交換。
- 2008年（平成20年）2月 - 南棟高架水槽交換。
- 2009年（平成21年）
  - 4月 -　特別支援学級（たけのこ級）2クラス（知的、自閉症・情緒）開設。
  - 8月 - 校舎耐震化工事完了。
- 2010年（平成22年）6月18日 - 開校50周年。職員玄関レリーフ・体育館横断幕設置。
- 2012年（平成24年）12月1日 - にこにこ門設置。
- 2014年（平成26年）5月9日 - みんなの小径開通。

### 参考リンク
- 寒川町立一之宮小学校沿革
- 寒川町立寒川小学校沿革

## 通学区域
出典
- 大字一之宮（3157番地のみ）
- 一之宮2丁目（全域）
- 一之宮3丁目（全域）
- 一之宮4丁目（全域）
- 一之宮5丁目（全域）
- 一之宮6丁目（全域）
- 一之宮7丁目（全域）
- 一之宮8丁目（4番、6番～11番、21番、22番）

## 進学先中学校
出典
- 寒川町立寒川中学校

## 交通
- JR相模線寒川駅から、
  - 寒川町コミュニティバス南ルートで10分、｢一之宮小学校前」バス停下車。　
  - 徒歩で約1.2km・約20分。
- JR茅ケ崎駅から神奈川中央交通「茅52」・「茅54」のバスで、「一之宮小学校入口」バス停下車。
- 圏央道寒川南ICから、車で約1.5km・約3分。

## 周辺
- 神奈川県道45号丸子中山茅ヶ崎線
- 神奈川県道46号相模原茅ヶ崎線
  - 上記県道2路線は、本校付近で交差する。
- 首都圏中央連絡自動車道 - 但し、学校付近にインターチェンジは無く、寒川南ICを利用する。
- 高周波熱錬工場 - 敷地が隣接。